# Клајностхајм
Клајностхајм (њем. Kleinostheim) општина је у њемачкој савезној држави Баварска. Једно је од 32 општинска средишта округа Ашафенбург. Према процјени из 2010. у општини је живјело 8.237 становника. Посједује регионалну шифру (AGS) 9671136.

## Географски и демографски подаци
Клајностхајм се налази у савезној држави Баварска у округу Ашафенбург. Општина се налази на надморској висини од 114 метара. Површина општине износи 13,9 km². У самом мјесту је, према процјени из 2010. године, живјело 8.237 становника. Просјечна густина становништва износи 593 становника/km².

## Међународна сарадња
| Мјесто | Држава    | Врста сарадње | Од    |
| ------ | --------- | ------------- | ----- |
| Басан  | Француска | партнерство   | 1980. |
| Извор  |           |               |       |